# چشم در برابر چشم (فیلم ۲۰۲۵)
چشم در برابر چشم (انگلیسی: Eye for an Eye) یک فیلم ترسناک آمریکایی محصول سال ۲۰۲۵ است که توسط کالین تیلی در اولین کارگردانی بلندش، از فیلمنامه‌ای از الیسا ویکتوریا و مایکل تالی کارگردانی شده است. ویتنی پیک، اس. اپاتا مرکرسون، گلدا روشول، فین بنت و لاکن گیلز در این فیلم ایفای نقش کردند.
این اثر در ۲۰ ژوئن ۲۰۲۵ توسط ورتیکال انترتینمنت منتشر شد.

## خلاصه داستان
آنا پس از مرگ والدینش به فلوریدا نقل مکان می‌کند تا با مادربزرگش زندگی کند. پس از اینکه در میان جمعیتی خشن قرار می‌گیرد، شاهد یک عمل خشونت‌آمیز می‌شود.

## بازیگران
- ویتنی پیک در نقش آنا
- اس. اپاتا مرکرسون در نقش می
- گلدا روشول در نقش پتی
- فین بنت در نقش شان
- لاکن جایلز در نقش جولی کراس
- میچیکا مک‌کلینتون در نقش یانگ می

## تاریخ تولید و انتشار
در ژوئیه ۲۰۲۳ اعلام شد که ویتنی پیک، اس. اپاتا مرکرسون، گلدا روشول، فین بنت و لاکن گیلز به بازیگران این فیلم که در آن زمان «جایی در سرزمین رویاها» نام داشت، پیوسته‌اند. کالین تیلی کارگردانی این فیلم را بر اساس فیلمنامه‌ای از الیسا ویکتوریا و مایکل تالی بر عهده دارد و لی لاین انترتینمنت تهیه‌کننده و تأمین‌کننده مالی آن است. در اکتبر ۲۰۲۴ اعلام شد که نام فیلم به «چشم در برابر چشم» تغییر یافته است.
در ماه مه ۲۰۲۵، ورتیکال حق پخش فیلم را به دست آورد و تاریخ اکران آن را ۲۰ ژوئن ۲۰۲۵ تعیین کرد.